# Fletxa Valona 1938
La Fletxa Valona 1938, 3a edició de la Fletxa Valona, es va disputar l'1 de maig de 1938, entre Tournai i Rocourt, sobre un recorregut de 280 kilòmetres. El vencedor fou el belga Émile Masson, que s'imposà en solitari en l'arribada a Rocourt. Els també belgues Sylvère Maes i Cyrille Dubois completaren el podi.

## Classificació final
|    | Ciclista                | Equip    | Temps      |
| -- | ----------------------- | -------- | ---------- |
| 1  | Émile Masson (BEL)      |          | 8h 23' 00" |
| 2  | Sylvère Maes (BEL)      | Alcyon   | + 43"      |
| 3  | Cyrille Dubois (BEL)    | Helyett  | + 9' 17"   |
| 4  | François Neuville (BEL) | Helyett  | + 10' 46"  |
| 5  | François Dedonder (BEL) | Wanderer | + 14' 35"  |
| 6  | Albert Beernaert (BEL)  |          | + 15' 50"  |
| 7  | André Defoort (BEL)     | Alcyon   | + 16' 07"  |
| 8  | Rémi Capoen (BEL)       | Helyett  | + 16' 44"  |
| 9  | Rémi Raeyen (BEL)       |          | + 21' 25"  |
| 10 | François Coppens (BEL)  |          | + 35' 00"  |
| 11 | Oscar Giltay (BEL)      |          | + 39' 00"  |